# Nordöstra Savolax ekonomiska region
Nordöstra Savolax ekonomiska region (finska: Koillis-Savon seutukunta) är en av ekonomiska regionerna i landskapet Norra Savolax i Finland. Folkmängden i regionen uppgick den 1 januari 2013 till 13 016 invånare, regionens totala areal utgjordes av 3 310 kvadratkilometer och därav utgjordes landytan av 2 833,46  kvadratkilometer.  I Finlands NUTS-indelning representerar regionen nivån LAU 1 (f.d. NUTS 4), och dess nationella kod är 113 .  

## Förteckning över kommuner
Nordöstra Savolax ekonomiska region  omfattar följande fyra kommuner: 
- Juankoski stad (1.1.2017 Kuopio)
- Kaavi kommun
- Rautavaara kommun
- Tuusniemi kommun

Samtliga kommuners språkliga status är enspråkigt finska.